# Histoire des médias en Ukraine
 (avril 2019).
- Si vous ne connaissez pas le sujet, laissez ce bandeau (vous pouvez alors contacter les auteurs).
- Si vous supprimez le contenu mis en cause (vous pouvez préalablement contacter les auteurs),

argumentez précisément cette suppression dans la page de discussion
(un manque de référence n'est pas un argument ; une recherche réelle de référence doit avoir été effectuée, être formellement documentée).
 (avril 2019).
Si vous disposez d'ouvrages ou d'articles de référence ou si vous connaissez des sites web de qualité traitant du thème abordé ici, merci de compléter l'article en donnant les références utiles à sa vérifiabilité et en les liant à la section « Notes et références ».
 (mars 2022).
Les médias en Ukraine ont connu une énorme évolution non seulement au cours de la période soviétique, mais aussi au cours de la période de l'indépendance de l'Ukraine. Les privatisations, nationalisations des médias, des meurtres des journalistes ont énormément contribué à l'histoire des médias en Ukraine.

## Période soviétique
À l'époque soviétique, presque tous les médias étaient sous le contrôle total de l'État et des structures du parti, qui ensuite contrôlaient tous les aspects des médias: la création, l'orientation idéologique commune etc. Les fondateurs de la presse étaient les divers organes du parti et du Komsomol, grâce auxquels ils étaient financés. La radio et la télévision (Télévision centrale soviétique) appartenaient à 100 % à l'État et étaient financées par le budget national comme tous les autres types de médias en URSS .
Les médias sur le territoire de la RSS d'Ukraine ont été soumis à l'unification et le nombre de chaînes de télévision et de publications ukrainiennes a été artificiellement limité. Les circulations de la population par abonnement indiquent que les abonnés de la RSS d'Ukraine ont privilégié les journaux politiques à l'échelle de l'Union plutôt que les journaux républicains. Les prix du papier, de l’impression et de la distribution étaient petites et la différence entre les coûts et les revenus tirés de la vente de produits était compensée par des subventions budgétaires. L'abonnement aux magazines et à certains journaux s'est déroulé dans les limites établies. Le principal levier administratif était la censure de l'État.
Puis, en été 1990, la loi de l'URSS sur la presse et les médias a été adoptée. Elle proclamait la liberté d'expression, abolissait la censure et permettait aux médias de fonder non seulement des structures de parti, mais également d'autres organisations, des entreprises publiques et privées et des citoyens. Au cours de cette période, le nombre de périodiques a augmenté de manière significative et la loi était utilisée par des organisations ukrainiennes non soviétiques qui pouvaient désormais concurrencer avec les publications gouvernementales réformées. Aussi au début des années 1990, le parlement ukrainien a également adopté une série de lois qui consacrait la liberté d'expression et le développement démocratique des médias.

## Présidence de Kravtchouk (1991-1994)
Les médias ukrainiens , qui ont hérité des particularités des organes du parti soviétique avec la proclamation de l'indépendance et le début des réformes démocratiques ont commencé à se développer rapidement. Dans le même temps, toutefois, les médias commerciaux ont été activement introduits dans un contexte d'absence de tout cadre juridique solide et clair régissant leur développement et la mise en place d'un contrôle sur leurs activités. Cette étape a été caractérisée par la présence d’un grand nombre de médias d’État, publics et privés, relativement indépendants dans leurs actions. De nombreux chercheurs considèrent cette période comme la plus démocratique de l'histoire des médias ukrainiens, qui s'est manifestée notamment lors de la campagne électorale de 1994. Cette campagne électorale et les suivantes, qui témoignent du rôle important des médias dans les processus politiques, ont envoyé un signal aux différentes forces politiques sur la nécessité de contrôler les médias. La médiatisation de la sphère politique a finalement abouti au processus opposé de «politisation des médias»  et au transfert d'une partie importante de la politique à la sphère médiatique.

## Présidence de Koutchma (1994-2004)
Au début de la présidence de Leonid Koutchma, l’Ukraine a procédé à la transition finale vers le marché libre et le système de relations de marché. Cela a, d’une part, contraint les médias à rechercher d’autres sources de financement publiques et d’autre part, l’émergence de grands entrepreneurs qui, au milieu des années 1990, ont pu accumuler leur capital fixe de différentes manières. En conséquence, les médias se sont rapprochés des représentants du grand capital qui, grâce au financement des médias, ont acquis une ressource d'influence considérable. L'oligarchisation des médias a commencé - la concentration des ressources des médias entre les mains de grands hommes d’affaires et de groupes financiers et industriels dont les activités principales se situent en dehors de la sphère médiatique et qui utilisaient des moyens de communication de masse contrôlés principalement à des fins non lucratives, mais pour protéger leurs propres intérêts vie politique. Une situation similaire persiste jusqu'à présent.
De nombreux chercheurs soulignent que cette période est caractérisée par la plus grande pression exercée par les structures de l'État sur les médias, qui n'a pas été réalisée directement, comme à l'époque soviétique, mais indirectement par la pression exercée sur les propriétaires de médias et leurs entreprises, qui, dans le souci de préserver leur capital, sont tombés dans la dépendance de l'état.

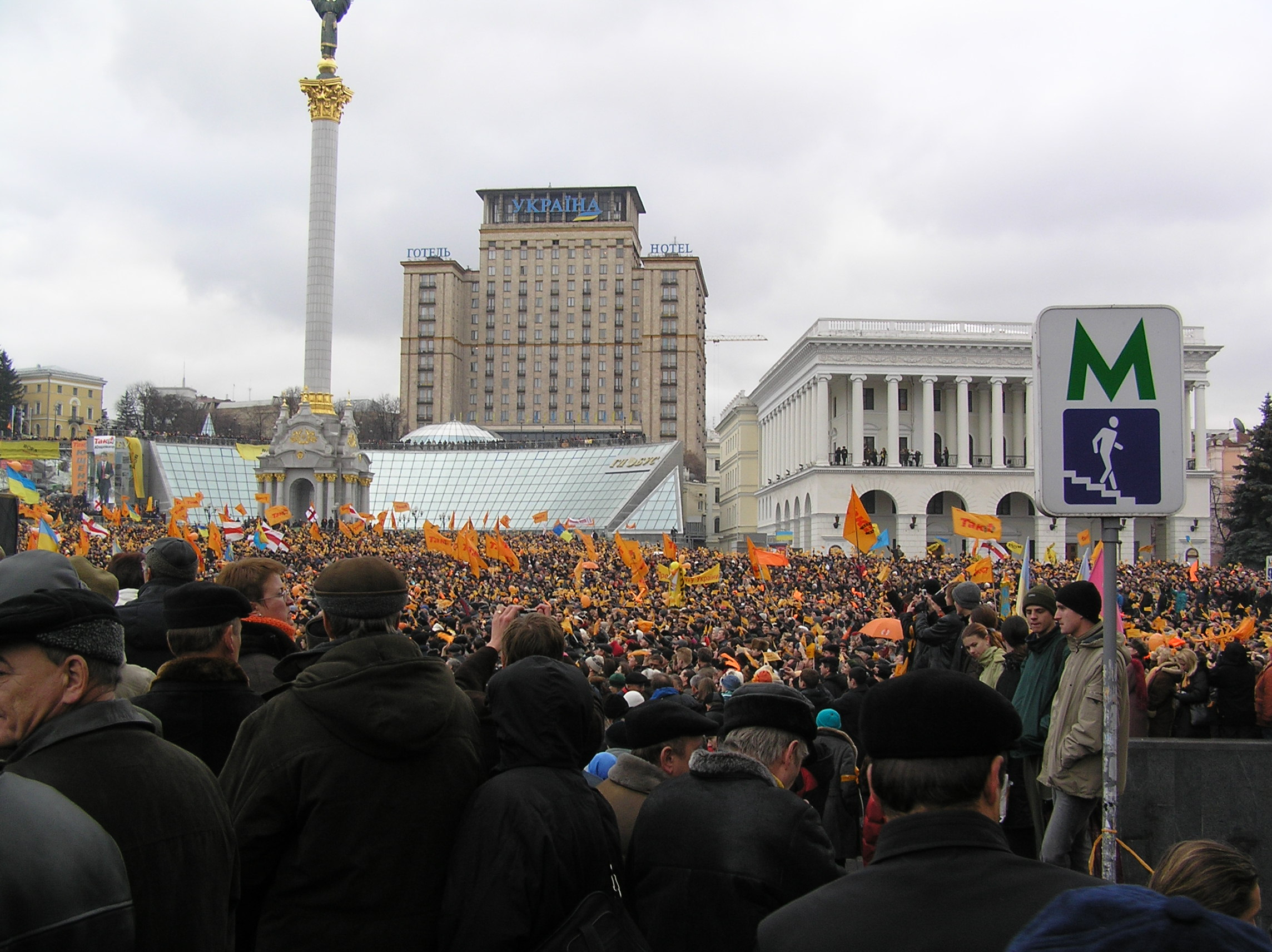
Révolution Orange, lors du tournant de l'oligarchisation des médias.

De nombreuses études sur les activités des médias ukrainiens  pendant les campagnes électorales de cette période indiquent que l'utilisation des médias constitue l'une des ressources importantes du gouvernement actuel pour la campagne électorale, ce qui s'est notamment traduit par le déséquilibre du temps d'antenne et le nombre de mentions dans les reportages en faveur du candidat. soutenu par les autorités.
La période 2000-2004 est devenue le point culminant de la formation du modèle de gestion par clan de la société ukrainienne. En 2002, le rapport de forces était rompu, la lutte entre des clans s’intensifiait parallèlement à la tentative des représentants du clan financier et industriel «provincial» de Donetsk d’entrer dans la grande politique, qui espérait repousser les anciens dirigeants - les clans Dnipro et Kiev. Parmi les campagnes inter-clans les plus en vue, il convient de citer la campagne "Ukraine sans Koutchma!", "Stand Up Ukraine!" Et les élections à la Verkhovna Rada de 2002.
En 2002-2004, au cours des révolutions « journalistique » et «orange», les médias ukrainiens sont devenus un outil permettant de révéler le «pouvoir super-présidentiel» de Leonid Koutchma et de ses partisans. La conséquence des actions des médias a été l’arrivée au pouvoir de l’opposition orange.

## Présidence de Iouchtchenko (2005-2009)
Certains changements dans la position des médias ont commencé avec l'arrivée de Viktor Iouchtchenko. L'Ukraine a fortement progressé dans les notations de diverses organisations internationales qui l'avaient précédemment définie comme un pays «non libre et non démocratique». Les médias sont devenus plus indépendants de l'État, ce qui leur a permis de réduire leur pression, mais leur dépendance financière vis-à-vis des propriétaires privés est restée. Dans le même temps, la principale caractéristique de la vie politique de l’Ukraine dans son ensemble était la lutte de clans politiques et économiques pour le pouvoir, principalement les uns contre les autres. En conséquence, les propriétaires de médias se sont réorientés vers des interactions avec des forces politiques spécifiques et les questions politiques ont été couvertes par divers médias du point de vue d’une force politique particulière, quelle que soit son attitude envers l’appareil d’État. Diverses campagnes électorales qui ont eu lieu en Ukraine au cours de cette période ont été un indicateur de tels processus.
Au cours de cette période, les propriétaires de médias ukrainiens ont été redistribués. En particulier, le changement de propriétaire de l’une des principales chaînes de télévision ukrainiennes, l’Inter, commencé en 2005, s’est accompagné d’une série de scandales. À la suite de plusieurs schémas complexes et opaques, le canal finit par être sous le contrôle de Khoroshkovsky. Lors de l'élection présidentielle de 2010, la chaîne Inter TV a soutenu le candidat du Parti des régions, Viktor Ianoukovytch. Le 11 mars 2010, après la victoire de Ianoukovytch, Khoroshkovsky dirigeait le service de sécurité ukrainien.
En 2006, le holding de médias Glavred Media a été créé. Il comprend l’agence de presse UNIAN, le magazine et le site internet de Glavred, Profil, etc.  Alexandre Tretyakov (en) et Ihor Kolomoïsky sont devenus des partenaires commerciaux dans la holding. Les parties ont officiellement annoncé la création de la holding en août 2007. Au début de 2010, après qu'Ianoukovytch eut remporté l'élection présidentielle, Tretyakov a vendu tous ses médias.

## Présidence de Ianoukovitch (2010-2014)
Sous le président Ianoukovitch, le marché ukrainien des médias  a été redistribué en faveur des forces oligarchiques pro gouvernementales, accompagné de l'éviction des capitaux étrangers de ce marché. En outre, au cours de la première année, la pression de l’État sur les médias s’est accrue, ce qui a également entraîné une détérioration des performances de l’Ukraine dans les classements internationaux de la liberté d’expression et des médias. À la fin de 2010, un certain nombre d'organisations publiques ukrainiennes ont appelé Ianoukovitch «l'ennemi de la presse numéro 1» en Ukraine. La pression des autorités et des «cercles» proches du président a également été revendiquée par divers médias de l'opposition.
Au début de 2010, le dernier changement de propriétaire de l'une des principales chaînes de télévision ukrainiennes - «1 + 1». En avril, la société internationale Central European Media Enterprises Ltd a annoncé la vente de 100 % de ses actifs ukrainiens, parmi lesquels les chaînes Studio 1 + 1 et Kino, à Harley Trading Limited, dont le bénéficiaire était un entrepreneur réputé Ihor Kolomoïsky. Avec l’acquisition du contrôle total sur l’une des principales chaînes de télévision ukrainiennes, Kolomoïsky a en effet réussi à achever la formation sur le territoire ukrainien d’un des «puissants empires médiatiques».
En avril 2011, le processus de vente d'actifs de J. Sanden, propriétaire d'un grand groupe de médias, KP Media, comprenant le magazine populaire Korrespondent, les sites Web Korrespondent, Bigmir.net et d'autres ressources médiatiques, a été achevé. Les acheteurs étaient l’homme d’affaires et homme politique ukrainien Petro Porochenko et le propriétaire de médias Boris Lozhkin. À son tour, Poroshenko vendit bientôt au groupe UMH sa part dans ces actifs médiatiques, ce qui fit de cette société et de Lozhkin leur unique propriétaire. Cependant, dès juin 2013, le groupe UMH (en) est devenu la propriété exclusive de la société VETEK, Sergei Kurchenko, ce qui lui a permis de formaliser son empire médiatique. Cette transaction a été interprétée de manière ambiguë en Ukraine. Ainsi, le rédacteur en chef de la publication «Forbes Ukraine», V. Fedorin, qui a quitté son poste peu de temps après le changement de propriétaire, a déclaré que l'acheteur poursuivait l'un des trois objectifs suivants: «faire taire les journalistes avant l'élection présidentielle, blanchir sa propre réputation, utilisez cette publication pour traiter des problèmes qui n’ont rien à voir avec le secteur des médias. En novembre 2013, quatorze journalistes de Forbes Ukraine ont écrit leur démission, déclarant la raison de leur départ «des tentatives de modification de la politique éditoriale». Un nombre important de journalistes ont quitté une autre édition de la holding, le correspondant, et nombre d'entre eux ont également annoncé l'introduction de la censure par la nouvelle direction du groupe UMH. Quant à Kurchenko lui-même, dans plusieurs médias, il était souvent question de ses liens avec le «clan» oligarchique formé autour du président Yanukovych.
En conséquence, le système médiatique ukrainien est devenu de plus en plus opaque et contrôlé par l'influence politique des autorités. Ces tendances négatives, ainsi que le développement du conflit entre le gouvernement et les oligarques, ont également contribué à la crise politique en Ukraine, qui a notamment conduit à la destitution du président Viktor Ianoukovytch.

## Présidence de Porochenko (2014-2016)
Depuis le début de la phase active de la guerre d’information autour de la situation en Ukraine (notamment autour des événements survenus dans le sud-est du pays et en Crimée), les deux parties au conflit ont pris des mesures pour restreindre l’accès des populations aux ressources d’information de l’autre sur le territoire sous leur contrôle. Ainsi, début mars 2014, le Conseil national ukrainien de la radiodiffusion et de la télévision a demandé aux fournisseurs opérant dans cet État de suspendre d'abord puis de désactiver complètement la diffusion des chaînes de télévision russes et maintenant, 73 chaînes de télévision ont été bloquées.
À peu près au même moment, en Crimée, au contraire, la transmission des chaînes ukrainiennes, partiellement remplacées par des chaînes russes, a été interrompue. À leur tour, lors des événements dans le Sud-Est, les forces des républiques internationales autoproclamées de Donetsk et de Louhansk ont renouvelé la retransmission de chaînes de télévision russes dans un certain nombre de zones contrôlées, tandis que celles ukrainiennes, au contraire, ont été désactivées. Ainsi, la confrontation a été étendue à la sphère de l'information.
En outre, la pression exercée par les autorités sur les quelques médias qui tentaient toujours de publier des informations critiques, prenant le relais de l'opposition modérée aux nouveaux dirigeants du pays, se poursuivait. Un peu plus tôt, la direction de l'hebdomadaire «2000» a annoncé son intention d'arrêter le travail pour des raisons politiques.
Parmi les changements positifs, on note le développement rapide de la sphère des médias Internet et de la télévision sur Internet en Ukraine (ce qui signifie l’émergence de ressources médiatiques telles que Hromadske.TV, Espresso TV, Spilno.TV, etc.), ainsi que la tendance émergente restitution des capitaux étrangers au secteur sociopolitique. En particulier, avec l'attrait du capital étranger, Hromadske.TV a été créé, ainsi que le magazine Novoye Vremya. Dans le même temps, dans les conditions d’une crise politique, ces changements entraînent certaines conséquences négatives. Donc, si nous parlons de la sphère d’Internet, en Ukraine, elle n’est toujours pas résolue du point de vue de la législation et, par conséquent, elle est pratiquement incontrôlée. Cela s'est notamment traduit par l'abondance d'informations non vérifiées, voire de fausses informations, activement hébergées par les médias Internet ukrainiens.
Les médias ukrainiens ont été impliqués dans une confrontation de l'information  avec la Russie. Par exemple, la Crimée dans les messages des médias ukrainiens  est généralement appelée « occupée » et « annexée », les autorités de la Crimée - « occupation » ou « collaborationniste », partisans armés de la RDP et de la LPR - « militants » ou « terroristes » (parfois quelque peu plus modérés) et des « séparatistes »), alors que les actions des autorités ukrainiennes dans le Sud-Est sont appelées des "opérations anti terroristes "(ATO), et que leurs participants "partisans d'une Ukraine unie", sont souvent qualifiés de "héros". En d'autres termes, les événements ne sont réellement présentés de la meilleure façon que pour l'un des camps adverses. En outre, comme en témoignent divers experts des médias, les médias ukrainiens sont fréquemment déformés par l'actualité, la propagation de prétendus «faux» informatifs, c'est-à-dire des informations délibérément fausses ou, en d'autres termes, la désinformation de la population. Les informations sont présentées sous une forme incomplète, une partie des informations "défavorables" est souvent simplement ignorée. Ainsi, il est possible de parler de la violation du principe d'objectivité dans l'information sur l'actualité.
De nombreux militants du public et les médias ukrainiens justifient eux-mêmes la présentation biaisée de l'information, ainsi que d'autres failles du domaine de l'information par la «réponse» à la déformation de l'information par les médias de masse russes. S. Golubev signale toutefois que pendant les années d'indépendance, l'Ukraine avait construit un système dans lequel les principaux médias nationaux, contrôlés par plusieurs groupes oligarchiques, ne devenaient pas une institution sociale indépendante et influente, ne constituant qu'un moyen d'accroître le capital politique entre les mains d'un cercle très restreint. personnes, et dans une telle situation, il est impossible d'exiger du système de communication de masse l'exercice effectif de sa fonction principale.